# Vida (serie televisiva)

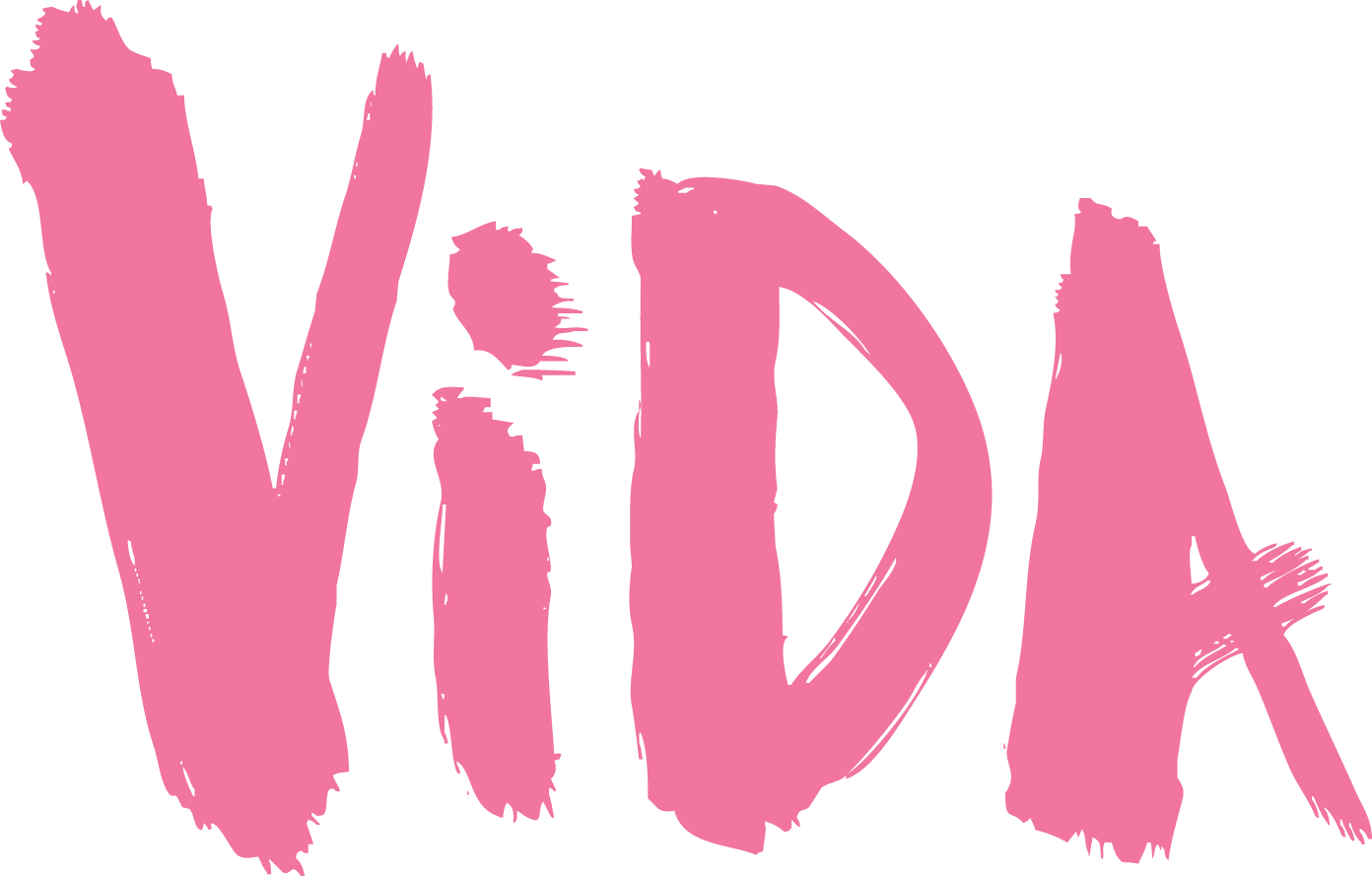

Vida è una serie televisiva statunitense, sulla storia scritta da Richard Villegas Jr., Pour Vida.
La serie viene trasmessa sul canale Starz dal 6 maggio 2018.
Il 12 giugno 2018, viene rinnovata per una seconda stagione, andata in onda nel 2019.

## Trama
La serie segue due sorelle messicane-statunitensi, Emma e Lyn, dell'East Los Angeles che non potrebbero essere più diverse o distanziate le une dalle altre: le circostanze le costringono a tornare nel loro vecchio quartiere, dove si trovano di fronte al passato e ad alcune verità sconvolgenti sull'identità della madre.

## Episodi
| Stagioni         | Episodi | Prima TV USA | Pubblicazione Italia |
| ---------------- | ------- | ------------ | -------------------- |
| Prima stagione   | 6       | 2018         | 2019                 |
| Seconda stagione | 10      | 2019         | 2019                 |
| Terza stagione   | 6       | 2020         | 2020                 |

## Personaggi e interpreti

### Principali
- Linda "Lyn" Hernandez, interpretata da Melissa Barrera
- Emma Hernandez, interpretata da Mishel Prada
- Eduina "Eddy", interpretata da Karen Ser Anzoategui
- Marisol Sanchez, interpretata da Chelsea Rendon
- Johnny Sanchez, interpretato da Carlos Miranda
- Cruz, interpretata da Maria Elena Laas

### Ricorrente
- Doña Lupe, interpretata da Elena Campbell-Martínez
- Tlaloc Medina, interpretato da Ramses Jimenez
- Nelson Herrera, interpretato da Luis Bordonada
- Yoli, interpretata da Elizabeth De Razzo
- Doña Tita, interpretata da Renee Victor
- Rocky, interpretata da Adelina Anthony
- Karla, interpretata da Erika Soto